# Graiworon
Graiworon (russisch Грайворон) ist eine Kleinstadt in der Oblast Belgorod (Russland) mit 6234 Einwohnern (Stand 14. Oktober 2010).

## Geografie
Die Stadt liegt am Südrand der Mittelrussischen Platte etwa 80 km westlich der Oblasthauptstadt Belgorod am linken Ufer der Worskla, eines linken Nebenflusses des Dnepr.
Graiworon ist Verwaltungszentrum des gleichnamigen Rajons.

## Geschichte
Graiworon entstand 1678 als Handelssiedlung (Sloboda) bei der Mündung des Flüsschens Graiworonka in die Worskla. Der Name bedeutet im südrussischen Dialekt Saatkrähe (russisch gratsch; sowie woron für Kolkrabe; siehe Stadtwappen).
1838 wurde das Stadtrecht verliehen.
Im Zweiten Weltkrieg wurde Graiworon am 19. Oktober 1941 von der deutschen Wehrmacht besetzt und am 16. Februar 1943 von Truppen der Woronescher Front der Roten Armee im Rahmen der Schlacht um Charkow vorübergehend zurückerobert. Während einer Gegenoffensive gelang es der Wehrmacht am 13. März 1943, die Stadt erneut zu erobern, bis sie am 7. August 1943 endgültig von Truppen der Woronescher Front im Rahmen der Belgorod-Charkower Operation eingenommen wurde.

### Bevölkerungsentwicklung
| Jahr | Einwohner |
| ---- | --------- |
| 1897 | 6340      |
| 1926 | 8900      |
| 1939 | 4563      |
| 1959 | 5141      |
| 1970 | 5859      |
| 1979 | 5930      |
| 1989 | 5992      |
| 2002 | 6196      |
| 2010 | 6234      |

Anmerkung: Volkszählungsdaten (1926 gerundet)

## Kultur und Sehenswürdigkeiten
In der Stadt ist eine Reihe von Gebäuden im Stile der Semstwoarchitektur des 19. und frühen 20. Jahrhunderts erhalten, so die des Jungen- und des Mädchengymnasiums und der Semstwoverwaltung, sowie eine Villa mit Jugendstilelementen, heute Sanatorium.

## Wirtschaft und Infrastruktur
In Graiworon gibt es eine elektrotechnische Fabrik sowie Unternehmen der Lebensmittelindustrie und der Bauwirtschaft.
Die Stadt liegt zehn Kilometer westlich der Station Chotmyschsk der auf diesem Abschnitt 1911 eröffneten Eisenbahnstrecke Brjansk–Lgow–Charkiw.
Durch Graiworon führt die Regionalstraße R186 Belgorod–ukrainische Grenze.

## Söhne und Töchter der Stadt
- Wladimir Schuchow (1853–1939), Konstrukteur und Architekt; geboren in Graiworon
- Anatoli Boldyrew (1883–1946), Kristallograf, Mineraloge, Geologe und Hochschullehrer